# Die Lady und der Herzog
Die Lady und der Herzog ist ein französisches Historiendrama von Éric Rohmer aus dem Jahr 2001, welches auf dem Memoiren der schottischen Kurtisane Grace Elliott basiert. Es hatte in Frankreich am 7. September 2001 Premiere; in Deutschland kam es am 21. März des folgenden Jahres in die Kinos.

## Handlung
Die englische Lady Grace Elliott ist aus Liebe zu Louis-Philippe II., Herzog von Orléans und Cousin von König Ludwig XVI., nach Frankreich gezogen. Als die Beziehung auseinandergeht, bleibt eine tiefe Freundschaft zurück, die auch trotz der unterschiedlichen politischen Haltung nicht gefährdet wird: Die Lady hält fest zum König, während der Herzog von revolutionären Ideen durchdrungen ist. Selbst nach Ausbruch der Französischen Revolution schätzen die beiden einander immer noch.
Als Mitglied des Nationalkonvents stimmt der Herzog für die Hinrichtung des Königs – seines Cousins. Grace will ihn zur Rücknahme seiner Stimme bewegen, was ihr allerdings nicht gelingt und die Freundschaft fast aufs Spiel setzt. Immerhin gelingt es ihr mit seiner Hilfe, den geächteten Königstreuen Champcenetz, Erzfeind des Herzogs, vor den revolutionären Jakobinern zu retten.
Grace wird bald darauf verhaftet und vor dem Revolutionstribunal zum Tode verurteilt, von Maximilien de Robespierre jedoch begnadigt. Louis-Philippe wird dagegen festgenommen, nachdem die Verhaftung aller Bourbonen angeordnet worden ist, und zum Tode verurteilt. Am 6. November 1793 stirbt er unter der Guillotine.

## Hintergrund
Der Film entstand nach den Memoiren Journal de ma vie durant la Révolution française (Tagebuch meines Lebens während der Französischen Revolution) von Grace Elliott, einer schottischen Kurtisane und hält sich eng an die historischen Fakten sowie an die literarische Vorlage, aus der ganze Passagen nahezu wörtlich übernommen wurden.
Die Außenaufnahmen spielen sich vollständig vor gemalten Kulissen ab. Dazu ließ Regisseur Éric Rohmer 37 Hintergrundbilder nach zeitgenössischen Darstellungen malen. Mit Bluescreen-Technik wurden dann die Darsteller in die Szenerie einkopiert. Dies ist am deutlichsten in der Eingangsszene zu erkennen: Zuerst ist ein Gemälde mit einer Straßenansicht zu sehen. Kurz darauf verwandeln sich die gemalten Personen in echte und beginnen, sich zu bewegen.

## Kritiken
Das Lexikon des internationalen Films lobt an Die Lady und der Herzog, er sei ein „visuell atemberaubender Film“ und ein „überzeugender, betont unparteiischer Geschichtsentwurf, der auf spielerische Weise die visuelle Wirklichkeit der Epoche aufscheinen lässt.“
Das Filmmagazin Cinema meint, Rohmer bündele das komplexe Thema „in wenigen prägnanten Sequenzen – Geschichte findet als Kammerspiel statt.“ Habe man sich allerdings erst einmal an den „Minimalismus“ gewöhnt, gehe „dieser Politik mit Privatem verquickende Textmarathon nicht nur zu Herzen, sondern auch an die Nieren.“

## Auszeichnungen
- Europäischer Filmpreis 2001: Nominierung für Éric Rohmer (Beste Regie)
- César 2002: Nominierung für Pierre-Jean Larroque (Beste Kostüme) und Antoine Fontaine (Bestes Szenenbild)